# (2921) Sophocles
(2921) Sophocles ist ein Asteroid des Hauptgürtels, der am 24. September 1960 vom niederländischen Forscherteam Cornelis Johannes van Houten, Ingrid van Houten-Groeneveld und Tom Gehrels im Rahmen des Palomar-Leiden-Surveys entdeckt wurde.
Die zeitlosen (nichtoskulierenden) Bahnelemente von (2921) Sophocles sind fast identisch mit denjenigen des kleineren (wenn man von der Absoluten Helligkeit von 14,6 gegenüber 13,6 ausgeht) Asteroiden (7720) Lepaute.
(2921) Sophocles ist nach dem historischen griechischen Dramatiker Sophokles benannt.